# Selaginella contigua
Selaginella contigua là một loài dương xỉ trong họ Selaginellaceae. Loài này được Baker mô tả khoa học đầu tiên.